# Aage Rou Jensen
Aage Rou Jensen (født 24. september 1924 i Aarhus, død 8. juni 2009 i Risskov) var en dansk fodboldspiller.

## Karriere
Rou Jensen spillede hele sin karriere i AGF, hvor han begyndte på klubbens drengehold, da han var otte år gammel. I en alder af 17 år debuterede han på AGF's divisionshold i 1942 og spillede for holdet, til han holdt op som 38-årig. Det blev til 410 divisionskampe og 89 mål, men totalt blev det 709 kampe for AGF. Han var anfører i en lang årrække, og i elleve sæsoner i træk var han med i samtlige kampe.
Han var blandt andet med til at vinde fire danske mesterskaber (1955, 1956, 1957 og 1960) og tre pokaltitler (1955, 1957 og 1960). Han blev som den første kåret til årets pokalfighter efter 4-0-sejren over Aalborg Chang i 1955.
Rou Jensen debuterede på det danske landshold som 20-årig i en hjemmekamp mod Norge. Han var med som reserve til OL 1952 i Helsinki, men blev først etableret landsholdsspiller, efter han var fyldt 30 år. I 12 landskampe var han anfører. Han nåede 30 A-landskampe med 11 scoringer og blev den første spiller, der spillede på alle DBU's landshold (30 A-, 7 B- og 1 U-).
Rou Jensen ville ikke være professionel i udlandet, hvor han havde fået tilbud fra blandt andet Bologna, Le Havre og Coventry, men han ville ikke ødelægge sin civile karriere på Ceres Bryggerierne, hvor han var direktionssekretær.
Han dyrkede også andre sportsgrene. I håndbold spillede han 73 kampe på AGF's divisionshold, og han var med til at vinde tre DM-bronzemedaljer, ligesom han fik tre håndboldlandskampe i årene 1949-1952. Desuden dyrkede han gymnastik, svømning og tennis, alt sammen også i AGF.
Efter sin aktive karriere var Rou Jensen holdleder for AGF en enkelt sæson 1963, og han bestred også posten som formand for AGF's fodboldafdeling i perioden 1964-1967.
I de sidste år levede Rou Jensen et stille liv på plejehjem hvor han døde 84 år gammel i juni 2009.

## Hæder
Flere gange blev Rou Jensen kåret til Årets idrætsmand i Aarhus.
I 2016 blev Aage Rou Jensen udpeget til DBUs "Fodboldens Hall of Fame".
I 2018 blev han udpeget som AGF-legende i 2018.